# Mékhé
Mékhé oder Méckhé, beide Schreibweisen finden offizielle Verwendung (Wolof Mexe), ist eine städtische Gemeinde (commune) im Département Tivaouane in der Region Thiès, gelegen im zentralen Westen Senegals.

## Geographische Lage
Mékhé liegt im Erdnussbecken Senegals und am Rand der regenarmen Sahelzone, 26 Kilometer nordöstlich der Départementspräfektur Tivaouane und  100 Kilometer nordöstlich von Dakar. Die Grande-Côte und das Küstendünengebiet ist im Nordwesten 29 Kilometer entfernt, dazwischen liegen die fruchtbaren Feuchtgebiete der Zone des Niayes. Das Stadtgebiet hat eine Fläche von 6,342 km² und nimmt eine Sandwichposition zwischen den Gebieten der benachbarten Kommunen Méouane im Nordwesten und Koul im Südosten ein.

## Geschichte
Bis ins 18. Jahrhundert war die Gegend von Mékhé nichts als ein riesiger Wald, in dem wilde Tiere, vor allem Hirsche (Ngaay), lebten. Von da her leiteten die ersten Siedler, die sich hier niederließen, den ursprünglichen und noch heute traditionell benutzten Namen ihrer Siedlung ab. 
Der Ort Mékhé, seit 1885 Bahnstation, erhielt 1911 den rechtlichen Status einer städtischen Gemeinde (commune de plein exercice).

## Bevölkerung
Die letzten Volkszählungen ergaben für die Stadt jeweils folgende Einwohnerzahlen:
| Jahr | Einwohner |
| ---- | --------- |
| 1976 | 8.663     |
| 1988 | 12.109    |
| 2002 | 15.291    |
| 2013 | 22.944    |
| 2023 | 27.566    |

## Verkehr

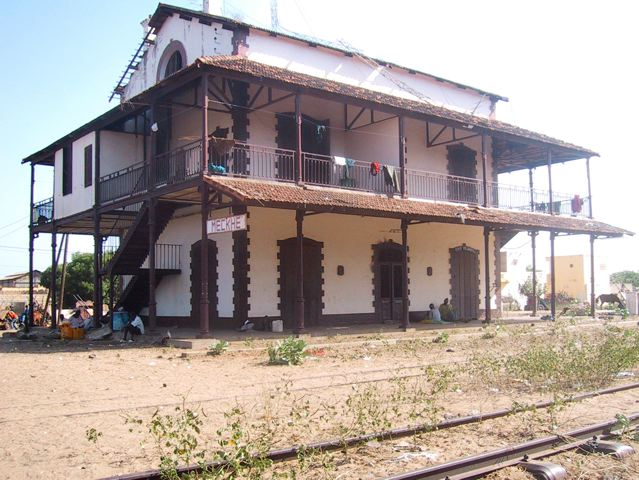
Der Bahnhof Méckhé gare

Mékhé liegt an der Nationalstraße N 2. Im Südwesten ausgehend von Diamniadio, dem Tor zu den Großstädten der Metropolregion Dakar, verbindet diese, in einigem Abstand der Grande-Côte folgend, Mékhé mit Sébikotane, Pout, Thiès und Tivaouane und führt dann weiter nach Kébémer, Louga und Saint-Louis. Von dort folgt sie in einem großen Bogen dem linken Senegalufer und erreicht Richard Toll, Dagana, Ourossogui und zuletzt Kidira an der malischen Grenze.
Parallel zur N2 verläuft die 1885 eröffnete Eisenbahnstrecke Dakar–Saint-Louis durch die Stadt mit einem Abzweig zu den Zirkonminen der Grande Côte Opérations bei Darou Fall Diogo in Darou Khoudoss.
In Mékhé kreuzen sich die N2 und die N 9, die in Richtung Südosten über Baba Garage nach Bambey führt und in Richtung Nordwesten am Minengebiet von Darou Fall Diogo vorbei zu dem Küstenort Fass Boye an der Grande-Côte.

## Wirtschaft
Mekhé ist das westafrikanische Zentrum des Handwerks. Die Stadt verfügt über 250 Fabriken für Schuhe, Korbwaren und traditionelle Spinnerei, die direkt oder indirekt mehr als 4000 Familien ernähren. 

## Städtepartnerschaften
- Saint-Dié-des-Vosges, Frankreich